# François d'Orbay
François d'Orbay, oppure François II d'Orbay (Parigi, 1634 – Parigi, 4 settembre 1697), è stato un architetto e incisore francese.

## Biografia
Figlio dell'architetto François I D'Orbay, morto nel 1677.
Genero e assistente del primo architetto del re Louis Le Vau al castello di Vincennes, progettò e completò lui la maggior parte delle opere incominciate da Louis Le Vau dopo la sua morte, in particolare a Versailles le decorazioni del castello, che diresse dal 1670 al 1678, nel 1671-1672, la costruzione della seconda cappella del Palazzo di Versailles, nell'ala sud, la terza cappella tra il 1675 e il 1678, l'ultimazione della costruzione del Grand Trianon nel 1672, lasciando il suo contributo più rilevante nello Scalone degli Ambasciatori (1674–1678), oltre che a Parigi, come il colonnato del Museo del Louvre, la progettazione e pianificazione per la sistemazione del Louvre (1662-1665, soprattutto la facciata, e del palazzo delle Tuileries (1662–1665), la realizzazione del Collège des Quatre-Nations (circa 1662);inoltre fu responsabile di ristrutturare e di sollevare piani architettonici. Da questa attività, abbiamo un numero molto grande di disegni firmati da lui.
Tra i suoi altri lavori a Parigi, si ricordano il portale della Chiesa premostratense della Croce Rossa (1661) e quello dell'Ospedale della Trinità (1671), entrambi distrutti, il convento dei Cappuccini a place Vendôme (1686–1688), dove evidenziò notevoli influenze dei suoi maestri; infine a Lione, il portale dei Carmelitani (1680–1682).
Nel 1688, François d'Orbay progettò e realizzò il pregevole Teatro della Comédie-Française, con la collaborazione del pittore Boullogne e dello scultore Étienne Le Hongre.
La cattedrale di Montauban (1692–1739), costruita seguendo i suoi disegni e progetti e ultimata dal 1708 da Robert de Cotte, è considerata uno dei migliori esempi di architettura religiosa barocca in Francia.
Già nominato architetto del re nel 1663 e primo architetto nel 1670, fu
membro fondatore della Académie Royale d'Architecture dal 1671. Assistente di Jules Hardouin Mansart, primo architetto del Re, dal 1678 alla sua morte.
Tra i suoi numerosi allievi, si può menzionare Jean-Baptiste Leroux.

## Opere

### Reggia di Versailles
- Decorazioni del castello (1670–1678);
- Seconda cappella (1671–1672);
- Grand Trianon (1672);
- Scalone degli Ambasciatori (1674–1678);
- Terza cappella (1675–1678).

### Parigi
- Portale della Chiesa premostratense della Croce Rossa (1661);
- Collège des Quatre-Nations (circa 1662);
- Colonnato del Museo del Louvre (1662–1665);
- Progettazione e pianificazione del Louvre (1662–1665);
- Facciata del Louvre (1662–1665);
- Palazzo delle Tuileries (1662–1665);
- Portale dell'Ospedale della Trinità (1671);
- Convento dei Cappuccini a place Vendôme (1686–1688);
- Teatro della Comédie-Française (1688).

### Francia
- Portale dei Carmelitani, Lione (1680–1682);
- Cattedrale di Montauban (1692–1739).

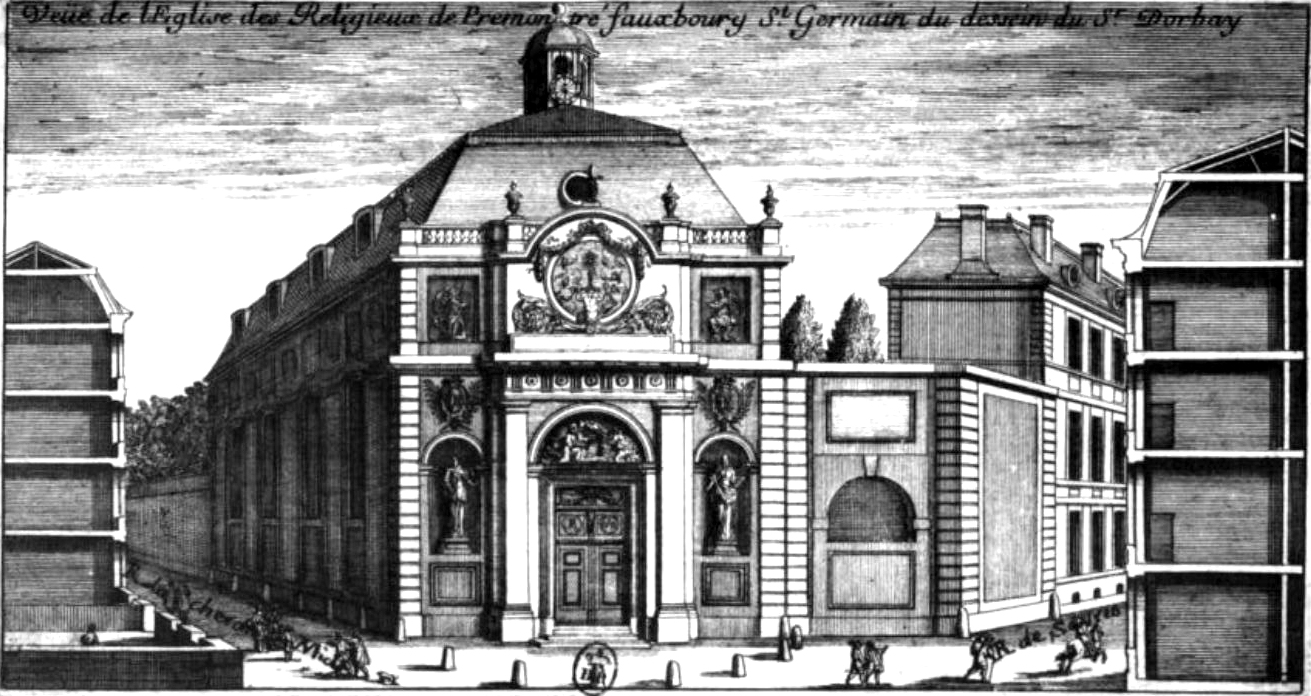
Portale della Chiesa premostratense della Croce Rossa, Parigi (1661)
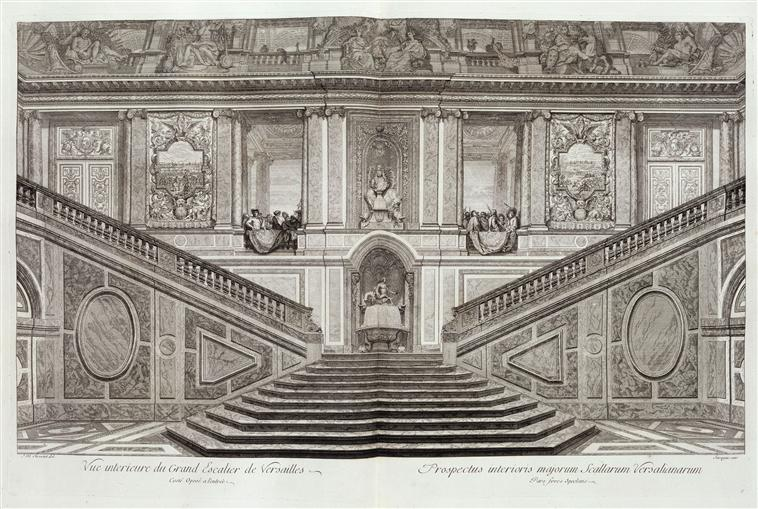
Scalone degli Ambasciatori, Reggia di Versailles (1674–1678)
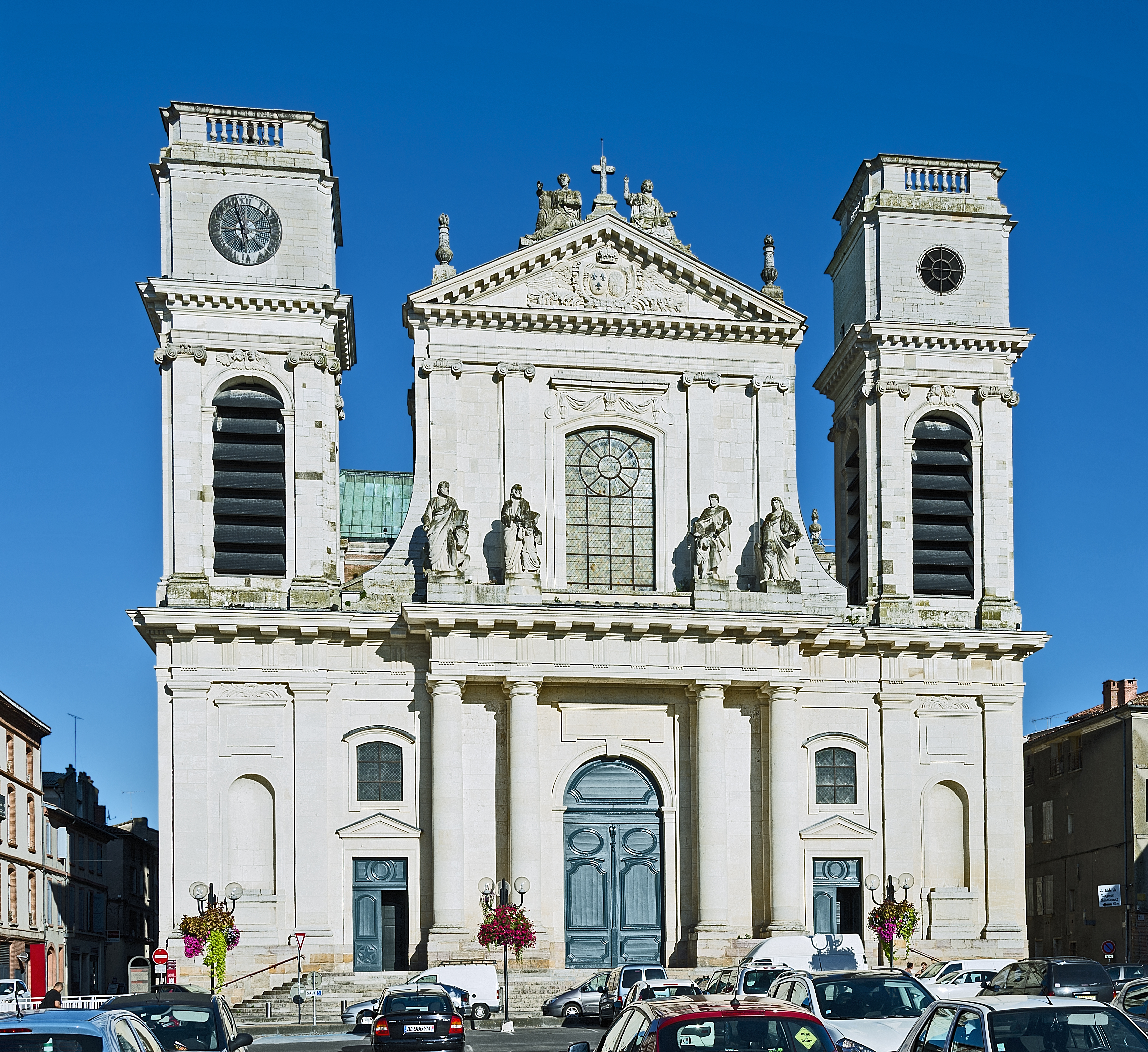
Cattedrale di Montauban (1692–1739)